# Lake Glubokoye
Der Lake Glubokoye (russisch Озеро Глубокое, übersetzt Tiefer See) ist ein kleiner See im ostantarktischen Enderbyland. In den Thala Hills liegt er östlich des Lake Lagernoye und der russischen Molodjoschnaja-Station.
Wissenschaftler einer von 1961 bis 1962 durchgeführten sowjetischen Antarktisexpedition kartierten und benannten ihn. Das Antarctic Names Committee of Australia überführte die russische Benennung ins Englische.